# 馬爾科·卡塞蒂
马尔科·卡塞蒂（Marco Cassetti，1977年5月29日—），是一位意大利足球運動員。在場上司職右後衛。目前他效力於意甲球隊羅馬。在此之前他一直都是在乙、丙、丁組聯賽球會效力，甚少在意甲亮相。至2006年加盟羅馬後上陣次數漸多，才獲國家隊起用。
卡塞蒂有過5次代表意大利國家足球隊出場的經歷。他第一次代表國家隊出場是在2005年3月30日，意大利對冰島的一場比賽。